# جينا بلوم
جينا بلوم (بالإنجليزية: Jenna Blum)‏ (1970 في الولايات المتحدة)؛ كاتِبة وروائية أمريكية.